# Eleazar ben Jair
Eleazar ben Jair (hebr. ‏אלעזר בן יאיר‎, zm. 73 r. n.e.) – ostatni przywódca sykariuszy broniących twierdzy Masady podczas powstania żydowskiego przeciw Rzymianom 66–73 n.e.

## Życiorys
Prawdopodobnie był jednym z potomków przywódcy buntu przeciwko władzy Heroda, Ezechiasza Galilejczyka oraz Judy Galilejczyka.
Po zdobyciu Jerozolimy przez Rzymian dowodził obroną twierdzy Masady. Wedle świadectwa Józefa Flawiusza zachęcił obrońców twierdzy do zbiorowego samobójstwa.